# Władimir Britaniszski
Władimir Lwowicz Britaniszski (ros. Владимир Львович Британишский, ur. 16 lipca 1933 w Leningradzie, zm. 24 grudnia 2015 w Moskwie) – rosyjski poeta, prozaik, tłumacz i eseista.

## Życie
Syn  malarza i grafika Lwa Britaniszskiego i Franciszki, z domu Osińskiej. W 1956 ukończył studia w Instytucie Górniczym w Leningradzie. W latach 1956–1960 pracował  na Syberii jako geofizyk. W 1958 jego żoną została poetka Natalia Astafiewa. Od 1960 mieszkali w  Moskwie. Od wiosny 1961 był członkiem Związku Pisarzy, od 1997 – Rosyjskiego PEN-Centrum. Do 1973 pracował nadal jako geofizyk, w  ekspedycjach geologicznych  w najdalszych regionach Rosji na Północy i Wschodzie. W 1979 był uczestnikiem Międzynarodowego zjazdu tłumaczy literatury polskiej w Warszawie-Krakowie.

## Twórczość
Pisze wiersze od lat szkolnych. Debiut poetycki – publikacja   w czasopiśmie «Zwiezda», Leningrad, 1955. Pierwszy tomik wierszy – «Poiski» (Poszukiwania) Leningrad, 1958, drugi – «Natasza», Moskwa, 1961. Następnie - «Puti soobszczenija» (Linie komunikacyjne), M. 1966, «Otkrytoje prostranstwo» (Przestrzeń otwarta), M., 1980, «Dwiżenije wriemieni» (Ruch czasu), M., 1985, «Staryje fotografii», M., 1993, «Pieterburg-Leningrad», SPb, 2003 (wiersze, opowiadania oraz esej). Prozy – «Miestnost’ proszlogo leta» (Miejscowość ubiegłego lata) M., 1969, i «Vychod v prostranstvo» (Wyjście w przestrzeń), M., 2008.

## Eseistyka i teksty literaturoznawcze
W 2005 ogłosił tom szkiców o poezji polskiej Riecz pospolita poetow (Rzeczpospolita poetów). a w 2007 Poezija i Polsza (Poezja i Polska). 

## Działalność translatorska
Od 1966 Britaniszski przekładał poezję polską. W jego opracowaniu ukazały się wybory wierszy Leopolada Staffa, Jarosława Iwaszkiewicza, Włodzimierza Słobodnika, Tadeusza Różewicza, Marii Pawlikowskiej-Jasnorzewskiej, Zbigniewa Herberta. Jest też autorem antologii Polskije poety (1978, Poeci polscy) i Iz sowriemiennoj polskoj poezii (1989, Z polskiej poezji współczesnej). Razem z żoną, Natalią Astafjewą, opracował dwutomową antologię Polskije poety XX wieka (2000, Poeci polscy XX wieku). Przetłumaczył też Zniewolony umysł Czesława Miłosza (2003). Tłumaczy również z języka angielskiego (m.in. e. e. cummings, Wallace Stevens, Dylan Thomas, William Carlos Williams). W 2005 opublikował antologię Od Łitmiena do Łouella (Od Whitmana do Lowella).

## Nagrody i wyróżnienia
Otrzymał m.in. nagrodę literacką ZAiKS-u dla tłumaczy (1978), Polskiego PEN Clubu (1993), Polskiego oddziału SEC (1999) oraz Związku Pisarzy Moskwy „Wieniec” (2001). Odznaczony odznaką „Zasłużony dla kultury polskiej” (1975) i Krzyżem Oficerskim Orderu Zasługi Rzeczypospolitej Polskiej (1999). Jest również laureatem nagrody Zbigniewa Dominiaka przyznawanej tłumaczom poezji polskiej na języki słowiańskie. 

## Recepcja polska
W 1982 w Warszawie (PIW) ukazał się tom przekładów jego wierszy na polski Przestrzeń otwarta w wyborze Józefa Waczkowa. W 2005 wyszedł dwujęzyczny tom wierszy Astafjewej i Britaniszskiego Dwógłos-Двуглас.